# Liste der Baudenkmale in Sommersdorf (Landkreis Mecklenburgische Seenplatte)
In der Liste der Baudenkmale in Sommersdorf sind alle denkmalgeschützten Bauten der Gemeinde Sommersdorf (Mecklenburg-Vorpommern) und ihrer Ortsteile aufgelistet. Grundlage ist die Veröffentlichung der Denkmalliste des Kreises Demmin mit dem Stand vom 18. Dezember 1996. 

## Baudenkmale nach Ortsteilen

### Sommersdorf
| ID | Lage    | Bezeichnung                                                                   | Beschreibung | Bild                     |
| -- | ------- | ----------------------------------------------------------------------------- | --- | ------------------------ |
|    | (Karte) | Kirche mit zwei Glocken (im neuerrichteten Glockenstuhl), Mauer und Mausoleum | Kleine Kirche vom 17. Jahrhundert aus Feld- und Backstein und östlichen Fachwerkgiebel; spätmittelalterliche Altaraufsatz, Kanzel von um 1600. | Weitere Bilder           |
|    |         | Gutsanlage mit:                                                               | |                          |
|    | (Karte) | Gutshaus                                                                      | | Gutshaus                 |
|    | (Karte) | Stallgebäude (Feuerwehr)                                                      | | Stallgebäude (Feuerwehr) |

## Quelle
- Karte der Baudenkmale im Geoportal des Landkreises

- Karte mit allen Koordinaten:
- OSM |
- WikiMap